# Псахіс Лев Борисович
Лев Борисович Псахіс (рос. Лев Борисович Псахис; нар. 29 листопада 1958, Красноярськ) – ізраїльський шахіст і шаховий тренер (Старший тренер ФІДЕ від 2004 року) російського походження, гросмейстер від 1982 року.

## Шахова кар'єра
Двічі виборював звання чемпіона СРСР, 1980 року у Вільнюсі (разом з Олександром Бєлявським) і 1981 року у Фрунзе (разом з Гаррі Каспаровим, якого переміг у 2-му турі турніру). 1982 року кваліфікувався на міжзональний турнір (відбіркового циклу чемпіонату світу) у Лас-Пальмас, але посів там віддалене 10-те місце. Переміг чи поділив 1-ше місце, зокрема, в таких містах, як: Сараєво (1981 і 1986, турніри Босна), Сьєнфуегос (1983, Меморіал Капабланки), Сірак (1986), Копенгаген (2001) і Андорра (2002).
Починаючи з 1990 року представник Ізраїлю. В 1997 році переміг, а в 1999 поділив 1-ше місце на чемпіонаті цієї країни.
У 1990–2002 роках сім разів виступив у складі збірної Ізраїлю на шахових олімпіадах. Триразовим золотим призер командного чемпіонату Європи: у 1983 році завоював 2 медалі (у командному заліку за СРСР, а також в особистому заліку на 7-й шахівниці), а в 1999 році (у складі Ізраїлю) - в особистому заліку на 4-й шахівниці.
Найвищий рейтинг Ело в кар'єрі мав станом на 1 січня 1995 року, досягнувши 2625 очок ділив тоді 33-тє місце в світовому рейтинг-листі ФІДЕ, одночасно займаючи друге місце (позаду Іллі Сміріна) серед ізраїльських шахістів.
Відомий шаховий тренер, співпрацював з Гаррі Каспаровим, Артуром Юсуповим, Емілем Сутовським і сестрами Жужою та Юдіт Полгар.

## Зміни рейтингу
| На цьому місці має відображатися графік чи діаграма, однак з технічних причин його відображення наразі вимкнено. Будь ласка, не видаляйте код, який викликає це повідомлення. Розробники вже працюють для того, щоби відновити штатне функціонування цього графіка або діаграми. | |
| | На цьому місці має відображатися графік чи діаграма, однак з технічних причин його відображення наразі вимкнено. Будь ласка, не видаляйте код, який викликає це повідомлення. Розробники вже працюють для того, щоби відновити штатне функціонування цього графіка або діаграми. |